# جيريمي كامينغز
جيريمي كامينغز (بالإنجليزية: Jeremy Cummings) هو لاعب كرة قاعدة أمريكي، ولد في 7 نوفمبر 1976 في تشارلستون في الولايات المتحدة.

## وصلات خارجية
- جيريمي كامينغز على موقعبيزبول رفرنس.كوم (الدوري الثانوي) (الإنجليزية)
- جيريمي كامينغز على موقع أوليمبيديا (الإنجليزية)